# 东平二级湖
35°51′18″N 116°16′48″E / 35.85500°N 116.28000°E

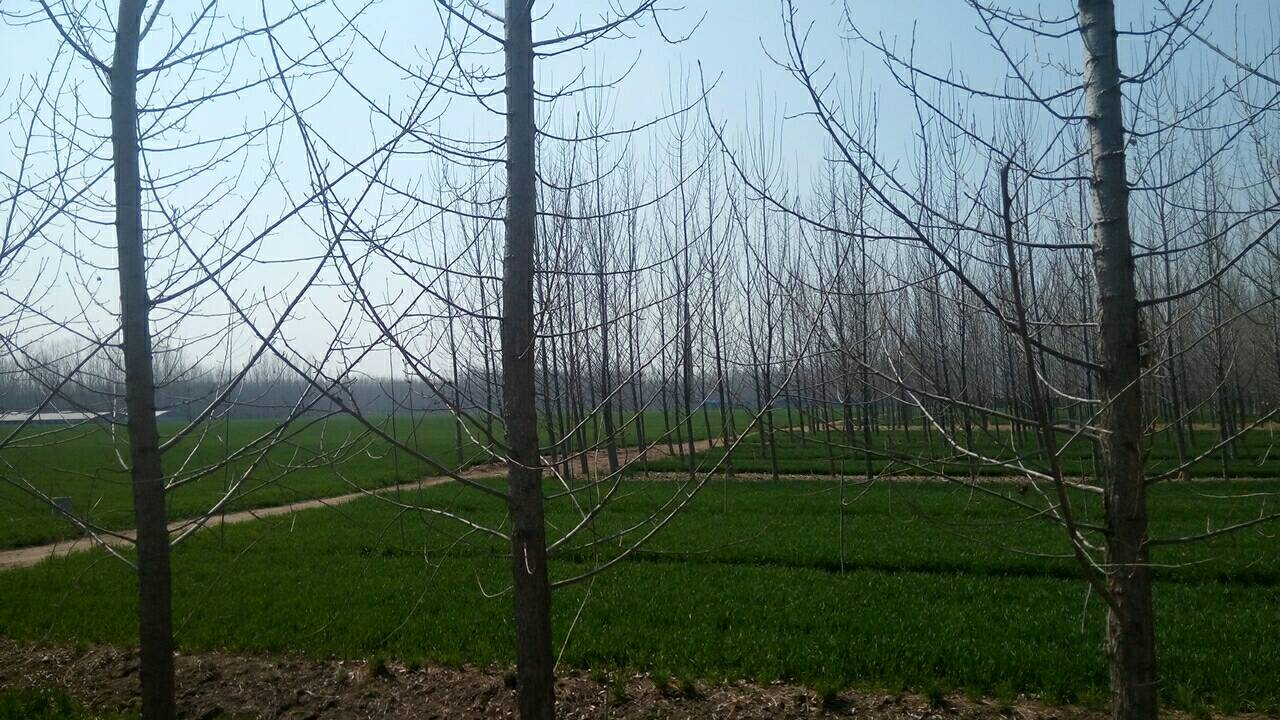
新湖镇轩场村的农田。此处为东平二级湖的一部分。

东平二级湖又称东平湖新湖区，为东平湖的分洪区。
东平二级湖主要分布在梁山县北部、东平县新湖乡、商老庄乡和汶上县西北部。此地地势低洼。其北为常年蓄水东平湖老湖区（即一级湖）。东平二级湖除了少数水洼外基本没有常年水面，夏季，会有客水涌入二级湖中较低洼的区域形成水域。仅当黄河暴涨而东平湖无法承载时东平二级湖才会蓄水，因而二级湖大部分被开垦为农田，且湖内也有村庄分布。湖区内民众修建了“房台”，用于抵御洪水侵袭。